# الأمر البحري بتاريخ 24 أكتوبر 1918
```
كان 
الأمر البحري الصادر في 24 أكتوبر 1918
 عبارة عن خطة وضعتها الأميرالية الألمانية في نهاية 
الحرب العالمية الأولى
 لإقامة معركة حاسمة بين 
أسطول أعالي البحار
 الألماني 
والأسطول
 البريطاني في جنوب بحر الشمال. عندما صدر أمر التحضير للطلعة الجوية في 29 أكتوبر، اندلع التمرد على متن السفن الألمانية. على الرغم من إلغاء العملية، أدت هذه بدورها إلى تمرد كيل الأكثر خطورة، والذي كان نقطة انطلاق 
ثورة نوفمبر
 وإعلان 
جمهورية فايمار
.
```

## خلفية

### مفاوضات الهدنة
نتجت هذه العملية عن تبادل المذكرات الدبلوماسية التي بدأت في 5 أكتوبر 1918، بين الحكومة الألمانية الجديدة بقيادة الأمير ماكس فون بادن والرئيس وودرو ويلسون، والتي طلبت فيها ألمانيا من الرئيس الوسيط بين ألمانيا والحلفاء في هدنة كومبين الأولى. كان أحد شروط ويلسون المسبقة وقف حرب الغواصات الألمانية. على الرغم من اعتراضات الأدميرال شير، رئيس أركان الأميرالية الألمانية، قدمت الحكومة الألمانية هذا التنازل في 20 أكتوبر. تم استدعاء غواصات يو بوت من البحار في 21 أكتوبر. رداً على ذلك، أمر شير في 22 أكتوبر / تشرين الأول الأدميرال هيبر، قائد أسطول أعالي البحار الألماني، بالتحضير لهجوم على الأسطول البريطاني، باستخدام الأسطول الرئيسي الذي عززته الغواصات المتوفرة حديثًا. صدر أمر هيبير في 24 أكتوبر؛ وافق عليه شير في 27 أكتوبر. ثم بدأ الأسطول بالتركيز على طرق شيليج قبالة فيلهلمسهافن للتحضير للمعركة.

### الأسطول الألماني
تم بناء أسطول أعالي البحار في أكتوبر عام 1918 ب 18 سفينة حربية و 5 طرادات، معظمهم قد اكتملو قبل اندلاع الحرب. قام الأسطول بثلاثة طلعات جوية رئيسية في بحر الشمال منذ يونيو 1916: وهي 18-19 أغسطس 1916، 18-19 أكتوبر 1916، 22-25 أبريل 1918. وقعت أعمال ترقى إلى حد التمرد في مناسبات مختلفة خلال عام 1917، وأبرزها اعتقال 200 رجل من سفينة Prinzregent Luitpold في أغسطس، مما أدى إلى تنفيذ حكمين بالإعدام.

### البحرية الملكية

#### الأسطول الكبير
في أواخر شهر أكتوبر عام 1918، أمتلك الأسطول البريطاني الكبير 35 سفينة حربية من المدرعة البحرية و 11 طراد.

## مقدمة

### النظام التشغيلي
في 24 أكتوبر بدأ هجوم أسطول أعالي البحار على النحو التالي: 
|  |

### عمليات الغواصات الألمانية
دعت الخطة إلى نشر 25 غواصة م ستة خطوط في جنوب بحر الشمال، على أمل نصب كمين للسفن البريطانية التي تبحر في الهجوم المضاد على قوات الهجوم للأسطول الألماني. وقامت الغواصات الأخرى بعمليات خاصة تشمل قواعد البحرية البريطانية. في 23 أكتوبر، تم تحويل سبعة غواصات كبيرة في بحر الشمال (يو-108 و يو بي-86 و يو بي-121 و يو بي-125 و يو بي96 و يو سي-58 و يو-60) بواسطة إشارات لاسلكية لتستوعبها مواقع قبالة روسيث وهي مقر الأسطول ابريطاني، من أجل إعطاء إنذار مبكر عندما يبحر الأسطول البريطاني كما كانت تامل بشن هجمات.  بالإضافة إلى ذلك، أتخذت غواصة يو-43 موقع مراقبة بالقرب من تاين. ابتداءً من 24 أكتوبر، بدأت الغواصات الأخرى في المغادرة من قاعدتها في هيليغولاند إلى مناطق دورياتها.
فقدت اثنين من هذه الغواصات. الأول يو-78 (بقيادة يوهان فولبريخت)، أبحرت في 27 أكتوبر من هيليغولاند في مهمة لصيد السمك قبالة الساحل الشرقي الإسكتلندي، لكنها تعرضت للهجوم بطوربيدات في نفس اليوم من قبل الغواصة البريطانية جي2 في وسط بحر الشمال فقدت جميع طاقمها 40.
who, since first becoming a U-boat captain in February 1918, had sunk a total of 26 ships. She attempted to enter Scapa Flow sub She was finished off by depth charges from defense trawlers shortly thereafter; all 37 crew members were lost.
تعرضت غواصتان أخريان، يو بي-98 و يو بي-118 لأضرار في حادث تصادم مع بعضها البعض في 28 أكتوبر، واضطروا للعودة إلى الميناء. غواصتان أخريان تم إلغاء بسبب الأعطال يو بي-87 ويو بي-130.

### رد الفعل البريطاني
كان قادة الأسطول البريطاني يتوقعون اتخاذ إجراء، وتم تحذير الأسطول للقيام باستعدادات في وقت مبكر من 14 أكتوبر 1918. بعد ظهر يوم 23 أكتوبر/ تشرين الأول، حذر الأميرال بيتي من أن الوضع غير طبيعي وأنهم سيعززونه بإرسال مدمرات من الأساطيل المضادة للغواصات المتمركزة في بليموث وبونكرانا. بحلول أواخر يوم 28 أكتوبر، كان الوضع قد وصل إلى ذروته، كما أرسل نائب الأدميرال سيدني فريمانتل، نائب رئيس الأركان البحرية والأدميرال ريجنالد هول، مدير الاستخبارات البحرية، لبيتي تقديراً كاملاً للوضع.
خلال الـ 48 ساعة التالية، استطاعت فريمانتل أن تبقي بيتي على اطلاع دائم بالتطورات، ووصفت بشكل صحيح تركيز أسطول أعالي البحار في شيليج رودز مساء يوم 29 أكتوبر ونيتها الإبحار في 30 أكتوبر.  أرجع في البداية تأجيل هيبير غير المتوقع للعملية في 30 أكتوبر إلى الضباب.

### إلغاء الخطة
اجتمع أسطول أعالي البحار في شيليج رودز بعد ظهر يوم 29 أكتوبر استعدادًا للإبحار في اليوم التالي، 30 أكتوبر. حيلة أن العملية كانت عبارة عن تدريب تم استخدامه كاجراءات امنية، كما كانت الممارسة المعتادة. كان من المقرر الإغارة على التايمز وساحل فلاندرز فجر يوم 31 أكتوبر زبدء القتال مع الأسطول البريطاني في فترة ما بعد الظهر ومساء نفس اليوم. تميزت مساء يوم 29 أكتوبر بالاضطرابات وأعمال شغب في الأسطول الألماني، حيث أصبح الرجال مقتنعين بأن قادتهم عازمون على التضحية بهم، لتخريب مفاوضات الهدنة. أخفق عدد كبير من Derfflinger و Von der Tann من العودة من الإجازات وتم القبض عليهم من قبل السلطات؛ حدث تمرد جماعي على ثورينجن وكايزيرين وهيلغولاند وريجينسبيرج؛ ومظاهرات تمرد وقعت في كونيغ، كرونبرنز فيلهلم وماركغراف. حتى في أسطول بادن الرئيسي، كان مزاج الطاقم خطيرًا. اقتصر التمرد على أطقم السفن الأكبر؛ ظل أطقم قوارب الطوربيد والغواصات مخلصين. ألغى الأدميرال هيبر العملية في 30 أكتوبر وأمر الأسطول بالتفرق، على أمل قمع التمرد. وصلت سفن إلى كيل عبر قناة القيصر فيلهلم في 1 نوفمبر، وساعد طاقمهم في إشعال تمرد كيل في 3 نوفمبر.

## ما بعد الكارثة

### تحليل
ترد أوامر المعركة التفصيلية في الملحق، ويتم تلخيصها في الجدول أدناه. وكان التباين في القوات 2 إلى 1 لصالح البريطانيين. لو تم الانضمام إلى المعركة لكانت تضمنت حوالي 69 سفينة كبيرة (مقارنة بـ 58 سفينة تابعة لجوتلاند).
| فئة السفينة                          | الأسطول الكبير | القوات البريطانية الأخرى | الأسطول الألماني |
| ------------------------------------ | -------------- | ------------------------ | ---------------- |
| دريدنوت                              | 35             | 0                        | 18               |
| طراد معركة                           | 11             | 0                        | 5                |
| طرادات مدرعة                         | 4              | 0                        | 0                |
| الطرادات الخفيفة                     | 37             | 8                        | 14               |
| حاملات الطائرات                      | 3              | 0                        | 0                |
| قادة الأسطول، مدمرات وقوارب الطوربيد | 160            | 44                       | 60               |
| الغواصات                             | 14             | 58                       | 25               |

كتب الأدميرال شير بعد الحرب أنه «من المحتمل جدًا أن تحقق بعثة الأسطول نتيجة إيجابية. إذا تكبد الأسطول خسائر، كان من المفترض أن تكون إصابات العدو متناسبة مع خسائرنا، وأنه لا يزال يتعين علينا المحافظة غلى قوات كافية لحماية تجمعات الغواصات في بحر الشمال، والتي يجب أن تستأنف إذا كانت المفاوضات تصب في استمرار الصراع بكل الوسائل المتاحة لنا.»  قام أسطول أعالي البحار بهجمات تشويشية مماثلة تهدف إلى جذب الوحدات البريطانية إلى كمين غواصة / لغم من قبل: كانت حركة 19 أغسطس 1916 هي مناسبة وحيدة عندما كاد هذا التكتيك أن ينجح فيها. في 27 أكتوبر، وافقت الحكومة الألمانية على تسليم الأسطول كجزء من الهدنة؛ وبالتالي من الناحية المادية البحتة، لم يكن لدى البحرية الألمانية شيء تخسره.
لم يتم تسجيل نوايا الأدميرال بيتي، لكن يبدو أنه لا شك أنه كان سيبحر حالما يتم الإبلاغ عن أن الألمان كانوا في البحر وكانوا سيواصلون المعركة بقوة. بالنظر إلى المسافات التي ينطوي عليها الأمر، إذا تم الإبلاغ عن طلعة جوية على الفور وأبحر الأسطول الكبير فور استلام هذا التقرير، كان هناك احتمال أن يكونوا قد قطعوا خط التراجع الألماني وأجبروعم على القتال حتى النهاية.  بدا الأدميرال هيبر مدركًا تمامًا للمخاطر التي تنطوي عليها هذه الخطة، وأعرب عن موقف حميمي حيال ذلك: «معركة من أجل تكريم الأسطول في هذه الحرب، حتى لو كانت معركة موت، فستكون الأساس لأسطول ألماني جديد».
قارن هنري نيوبولت، المؤرخ الرسمي للقوات البحرية الملكية خلال الحرب العالمية الأولى، قارن عملية هيبير المخطط لها مع غارة ميشيل دي رويتر على ميدواي في يونيو 1667، عندما شن الأسطول الهولندي هجومًا مفاجئًا على القواعد البحرية الإنجليزية في مصب نهر التايمز، مما تسبب في هزيمة فادحة، وبالتالي حصول هولندا على معاهدة سلام أفضل في نهاية الحرب الأنجلو-هولندية الثانية.
في الآونة الأخيرة، قيل  أن الخطة كانت عملاً ثوريًا متعمدًا من قِبل القيادة البحرية الألمانية العليا ضد الأمير ماكس في بادن وحزب السلام: بغض النظر عن نتيجة المعركة، وشن الهجوم. كان من شأنه أن يعرض للخطر مفاوضات الهدنة ومصداقية حكومة الأمير ماكس.

## أوامر المعركة

### وصلة=|حدود| حامل الراية KLMالأسطول الألماني
كان من المقرر تنظيم الأسطول الألماني في ثلاث مجموعات، بالإضافة إلى دعم الغواصات والطائرات، على النحو التالي 
- أسطول أعالي البحار
  - القائد الأعلى لأسطول أعالي البحار: الأدميرال فرانز ريتر فون هيبر في سفينة بادن
- القوات الكشفية
  - قائد القوات الكشفية : رادم لودفيج فون رويتر في طراد المعركة هيندينبرج
    - <b id="mwATk">I.</b> Sg (RAdm Reuter) رواد المعركة: Hindenburg (F)، Derfflinger ، Moltke ، Von der Tann ، Seydlitz
    - <b id="mwAUE">II. SG</b> (Cdre Viktor Harder) طرادات خفيفة: Königsberg (F)، Karlsruhe ، Pillau ، Nürnberg ، Köln ، Dresden ، Graudenz

  - نائب قائد طوربيد-قوارب FKpt Hans Quaet-Faslem في طراد خفيف: Frankfurt
    - <b id="mwAVE">II. TBF</b> مدمرات: (3. HF) G101 ، G104 ، V100 ، G103 ، G102 ، (4. hf) B97 ، B111 ، B109 ، B110 ، B112
    - <b id="mwAV4">I. TBF</b> (مفرزة) زوارق الطوربيد: (2. hf) V130 ، S133 ، S135 ، S134 ، S139
    - <b id="mwAWY">VII.</b> زوارق طوربيد <b id="mwAWY">TBF</b> (مفرزة): (13. hf) S138 ، V83 ، S65 ، V78 ، S56
- الهيئة الرئيسية (تحت قيادة القائد الأعلى)
  - <b id="mwAXE">III. BS</b> (VAdm Hugo Kraft)، البوارج: König (F)، Bayern ، Grosser Kurfürst ، Kronprinz Wilhelm ، Markgraf
  - سفينة حربية الأسطول الرئيسي : Baden (F ، Adm Hipper)
  - 1- بوارج <b id="mwAX0">BS</b> (VAdm Friedrich Boedicker): Ostfriesland (F) و Thüringen و Posen و Nassau و Oldenburg و Westfalen [30] و Helgoland
  - <b id="mwAYo">IV.</b> البوارج الحربية <b id="mwAYo">BS</b> (VAdm Hugo Meurer): Friedrich der Grosse (F)، König Albert ، Kaiserin ، Prinzregent Luitpold ، Kaiser
  - زعيم طوربيد-قوارب Cdre Paul Heinrich (GE ) في الطراد الخفيف Emden
    - <b id="mwAZo">I. TBF</b> زوارق الطوربيد: (1. HF) V129 ، G39 ، G86 ، G40 ، G38 ، S32
    - <b id="mwAaM">V. TBF</b> زوارق الطوربيد: (9. hf) G11 ، V6 ، V3 ، V2 ؛ (10. hf) G8 ، G10 ، V5
    - <b id="mwAa0">السادس. TBF</b> torpedo boats: (11. hf) V128 ، V127 ، S132 ، S131 ، V126 ، V125 ؛ (12. hf) V43 ، V45 ، V44 ، S49 ، S50 ، V46
    - <b id="mwAbw">IX.</b> زوارق طوربيد <b id="mwAbw">TBF</b> : (17. hf) V80 و S52 و S51 و S60 و S36
- مجموعة Minelaying
  - <b id="mwAcc">IV. SG</b> (RAdm Johannes von Karpf (GE )) طرادات خفيفة: Regensburg (F)، Bremse ، Brummer ، Strassburg ، Stralsund ؛ كاسحات الألغام المرفقة: Arcona ، Möwe
  - <b id="mwAdQ">VIII.</b> زوارق طوربيد <b id="mwAdQ">TBF</b> : (15. hf) T180 و T193 و T192 و T195 و T190 و T189 ؛ (16. hf) زوارق الطوربيد: T178 ، T179 ، T176 ، T186
- المناطيد: <i id="mwAeI">L65،</i> <i id="mwAeM">L64،</i> <i id="mwAeQ">L63،</i> <i id="mwAeU">L52،</i> <i id="mwAeY">L61،</i> <i id="mwAec">L56</i> ، <i id="mwAek">SL22</i>
- الغواصات : تم تخصيص ثلاثين زورقًا U لهذه العملية، في ستة خطوط للدوريات:[31] U-43، U-52، U-53، U-60، U-62، U-78، U-86، U-91، U-94، U-96، U-100، U-107، U-108، U-113، U-162، UB-64، UB-67، UB-80، UB-86، UB-87، UB-93، UB-96، UB-98، UB-116، UB-118، UB-121، UB-125، UB-126، UB-130، UB-131، UC-58 .